# Sant'Agostino e san Teodoro
Sant'Agostino e san Teodoro sono due dipinti a olio su tavola opera di Vincenzo Foppa e conservate nella pinacoteca del Castello Sforzesco.

## Storia
Le due tavole provengono da un polittico di cui non è stato possibile ricostruire la storia, la composizione e l'originale ubicazione, anche se considerando che i due santi: Teodoro vescovo di Pavia e sant'Agostino, erano oggetto di forte venerazione sul territorio pavese e che l'artista fu presente nella città dal 1456, si può indicare in modo quasi certo, che la loro realizzazione avvenne intorno o successiva a questo periodo per una chiesa cittadina.
I critici non sono concordi nel considerare le due tavole come facenti parte del polittico sempre del Foppa che fu commissionato dal cistercense Giovanni Battista Maletta  per la chiesa pavese della Madonna del Carmine, opera di cui si hanno indicazioni per la commissione, ma che venendo smembrata risulta essere scomparsa.
Furono acquistate nel 1935 da Luigi Alberigo Trubulzio

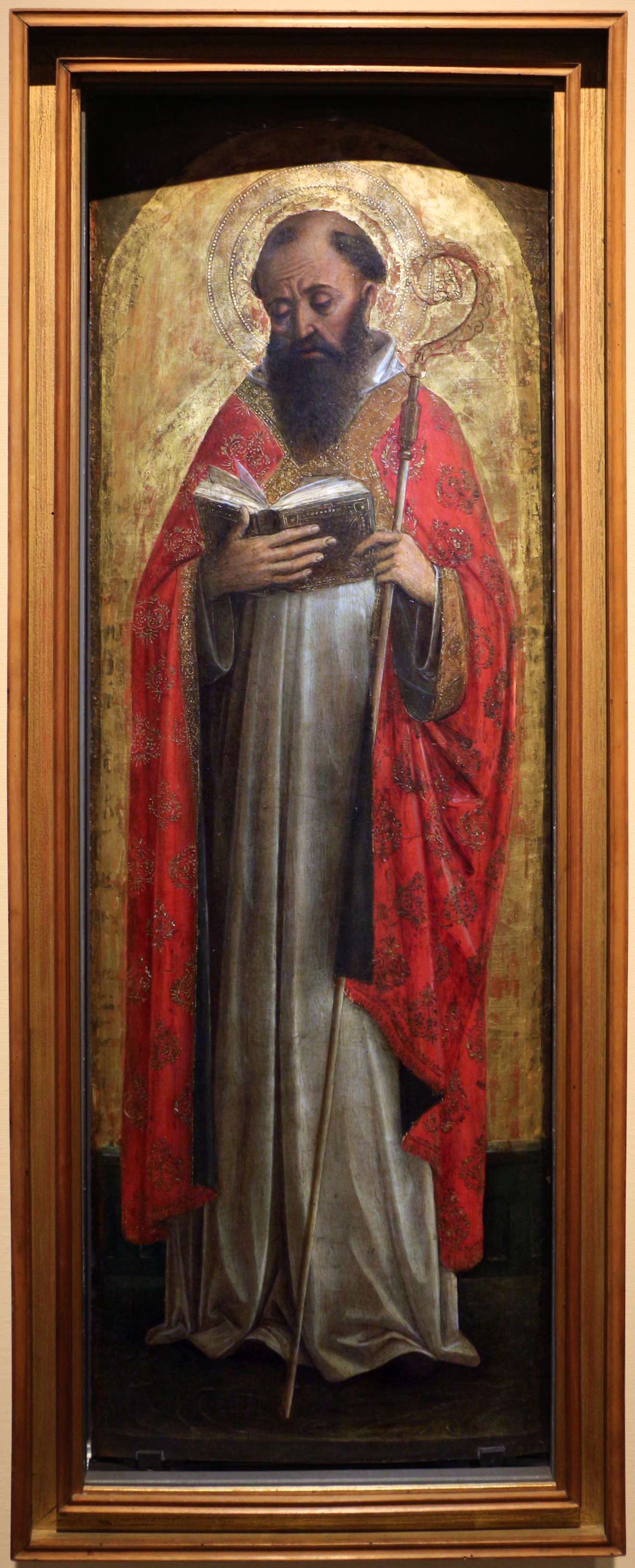
San Teodoro di Pavia

## Descrizione e stile
Le due tavole raffigurano i due personaggi a figura intera posti in uno sfondo dorato. San Teodoro indossa una tunica bianca che abbondantemente cade sui calzari nascondendoli. Un ampio mantello rosso raccolto sulle braccia presenta disegni dorati. Il santo regge il pastorale con la mano sinistra, mentre la destra tiene aperto il libro delle scrittura. Il santo raffigurato canuto con una lunga barba scura, è dedicato alla lettura del testo biblico. Sant'Agostino porta sopra la veste bianca che cade ai piedi, una veste dorata coperta dal piviale verde e oro. Con la sinistra regge il pastorale mentre la destra tiene il libro delle scritture chiuso e sigillato. Il santo in testa ha il mitra. 

I colori chiari delle tuniche portano a creare ombre sui volti dei santi. Scriverà lo storico Longhi nel 1929 
(Roberto Longhi - Quesiti caravaggeschi II. I precedenti p. 103)
Le pitture presentano assonanze con la tavola di San Gerolamo presente in Accademia Carrara di Bergamo, e uno studio dee opere bramantesche di Santa Maria in Brera, o della cappella Portinari, realizzati poi successivamente.